# Alucard (Castlevania)
Adrian Fahrenheit Ţepeş (アドリアン·ファーレンハイツ·ツェペシュ?, Adorian Fārenhaitsu Tsepeshu), noto anche come Alucard (アルカード?, Arukādo) è un personaggio immaginario della serie di videogiochi Castlevania. È un vampiro mezzosangue con tutti i vantaggi dei vampiri, figlio di Dracula e di una donna umana, Lisa (Marie nella serie reboot). La madre, in punto di morte, lo ha pregato di non odiare gli esseri umani: questo lo ha portato a combattere contro suo padre, aiutando i Belmont e altri cacciatori di vampiri. Appare per la prima volta in Castlevania III: Dracula's Curse, come personaggio giocabile selezionabile alternativamente a Trevor Belmont, mentre è protagonista in Castlevania: Symphony of the Night. Apparirà come comprimario in Castlevania Legends, mentre in Castlevania: Aria of Sorrow e Castlevania: Dawn of Sorrow assume un'altra identità per non farsi riconoscere, facendosi chiamare Genya Arikado (有角 幻也?, Arikado Gen'ya). In questo modo, Alucard cerca di impedire che il malefico potere di suo padre finisca in mani sbagliate. Dopo il suo ruolo in Symphony of the Night Alucard è diventato uno dei personaggi più acclamati della serie.

## Storia

### Biografia
Adrian nacque dall'unione del conte Dracula con un'umana, Lisa. Il padre cercò di farlo diventare il più forte guerriero tra i suoi servi, ma il suo lato malvagio fu sempre offuscato dalla gentilezza della madre. Un giorno, però, sua madre venne uccisa dai cittadini di un villaggio in quanto scambiata per una strega mentre raccoglieva delle erbe medicinali. Adrian era vicino a lei mentre le forze la abbandonarono, e le ultime parole rivolte al figlio furono quelle di non odiare gli esseri umani. Adrian capì che la colpa non era dei cittadini ma della paura che provavano verso le creature delle tenebre, e perciò, dopo vari ripensamenti, abbandonò il castello del padre e cambiò il suo nome in Alucard - il contrario di "Dracula", a simboleggiare le sue convinzioni totalmente opposte a quelle del padre.

### Castlevania III: Dracula's Curse
Nel 1476, quando Trevor C. Belmont era arrivato in Valacchia per sconfiggere il conte Dracula, Alucard lo incontrò e i due iniziarono un duello, ma alla fine Alucard rivelò che voleva testare le sue abilità, sorpreso dalla forza di Trevor, e gli ha chiesto unirsi nella sua ricerca insieme a Grant Danasty e Sypha Belnades. Dopo aver aiutato a distruggere Dracula, nonostante le sue buone intenzioni, Alucard non poteva fare a meno di sentirsi in colpa per parricidio. Per alleviare il suo dolore si è auto imposto in un sonno profondo, sommergendo i suoi poteri.

### Castlevania: Symphony of the Night
Nel 1797, a causa della scomparsa dei Belmont, Alucard si risvegliò dal suo sonno per indagare sulla questione e infiltrandosi nel Castlevania. Scoprì che Richter Belmont era stato sedotto dal male e che si credeva il padrone del castello. Con l'aiuto della sorella adottiva di Richter, Maria Renard, Alucard scoprì la verità: il sacerdote oscuro Shaft stava controllando Richter e voleva utilizzarlo per risvegliare Dracula. Dopo aver liberato Richter dal controllo di Shaft, Alucard entrò in una versione capovolta del Castlevania dove sconfisse Shaft, ma capì che i suoi sforzi sono stati vani, in quanto Dracula era risorto. Alucard affrontò da solo il padre in un combattimento, e alla fine lo rimandò nella tomba, anche se Dracula aveva mostrato una scintilla di umanità dopo che Alucard gli aveva detto le ultime parole di Lisa: che l'umanità dovrebbe essere lasciata in pace, e che l'avrebbe sempre amato. Alucard decise quindi di rimettersi a riposo, ma Maria, che aveva sviluppato un profondo interesse per lui, lo convinse a restare.

### Castlevania Judgment
In cerca di un modo che potesse sconfiggere definitivamente il padre, Alucard finì in una frattura dimensionale dove fu avvicinato da Aeon, un viaggiatore del tempo in cerca di un prescelto per riparare il danno e sconfiggerne l'artefice. Durante questa avventura, Alucard affrontò Carmilla e Morte, che volevano farlo ritornare fra loro, e lo stesso Dracula risorto, dimostrandosi finalmente più forte del padre. Richiamato da Aeon, Alucard lo affronta per poter passare verso la porta che lo condurrà al suo ultimo nemico: il Mietitore del tempo, un servo del demone Galamoth proveniente da diecimila anni del futuro, che cerca di distruggere quest'era per permettere al suo padrone di regnare sul trono di Dracula. Sconfitto, Alucard ritornò nel presente, dove seppe di una profezia che annunciava l'arrivo di un nuovo signore delle tenebre nel 1999. Utilizzando un'eclissi solare, Alucard vi imprigionò il Castlevania e mise fine al ciclo di resurrezione di Dracula; tuttavia seppe anche di un'altra profezia: "Nel 2035, durante un'eclissi solare, un castello comparirà in Giappone". Alucard decise di inserirsi in un'agenzia governativa giapponese top-secret e rimase vigile fino a quel momento.

### Castlevania: Aria of Sorrow
Alucard, sotto l'identità di Genya Arikado, insieme alla sua collaboratrice Yoko Belnades (discendente della sua vecchia alleata Sypha), attese il momento in cui il Castlevania sarebbe riapparso, e avrebbe impedito che il potere di suo padre potesse cadere nelle mani sbagliate, scoprendo inoltre che un uomo di nome Graham Jones era uno di coloro che avevano ereditato i poteri di Dracula nel momento esatto in cui era nato durante la morte del conte ed era deciso a divenire la nuova reincarnazione del signore delle tenebre. Per impedire il ritorno del padre, Alucard evocò la persona che in realtà era la vera reincarnazione di Dracula per sconfiggere Graham Jones e siggillare di nuovo il castello: la persona scelta fu un ragazzo di nome Soma Cruz, portato lì insieme alla sua amica d'infanzia Mina Hakuba. Aiutatolo a scoprire il suo potere latente, il Potere della Dominanza - il più forte tra i poteri di Dracula -, che gli permetteva di utilizzare i vari poteri dei nemici assorbendo le loro anime, e dopo che ebbe sconfitto Graham, Alucard rivelò la verità a Soma ma gli rispose anche che se voleva salvarsi dal suo destino doveva sconfiggere il flusso del Caos nel castello e reprimere lo spirito di Dracula prima che potesse prendere il sopravvento su di lui. Capendo che Soma aveva compiuto la sua missione, Alucard portò via dal castello Mina, Yoko, Hammer e Julius Belmont, consapevole che, almeno per il momento, la resurrezione di Dracula non avverrà.

### Castlevania: Dawn of Sorrow
Alucard ricompare un anno dopo aiutando Soma e Mina contro Celia Fortner, il leader di un culto dedicato a ricreare il Signore Oscuro. Alucard rivela a Soma che i suoi poteri non sono scomparsi ma sono rimasti assopiti perché fino a quel momento non ne aveva mai avuto bisogno dopo aver lasciato il castello, dicendogli, inoltre, che saranno lui e i suoi collaboratori ad occuparsi di Celia. Tuttavia, Soma continua la ricerca per la sua strada, cosa che porta Alucard a rimproverarlo per essersi fatto coinvolgere, ma accetta la situazione in quanto oramai Soma è già entrato nel castello. Soma gli rivela del piano di Celia, ovvero di ucciderlo per poterlo sostituire con uno dei due candidati, Dmitrii Blinov e Dario Bossi, come nuovo Signore Oscuro. Alucard rivela la sua intenzione di esaminare la questione e dà a Soma una lettera di Mina, la quale contiene un talismano che proteggerà Soma dall'energia del male. Alucard corse nel Giardino della Follia per fermare Soma nel trasformarsi nel nuovo Signore Oscuro dopo che Celia aveva ucciso Mina. Tuttavia, grazie al fatto che Soma indossava Talismano di Mina, fu in grado di rompere la trasformazione; ma un'anima nera uscì da Soma per entrare nel Doppelganger, colui che si fingeva Mina, e divenne Dmitrii, creduto ucciso da Soma in precedenza. Alucard capì subito che Dmitrii aveva copiato il Potere della Dominanza di Soma ed è pronto per diventare il Signore Oscuro. Come Alucard cerca di affrontarlo, Dmitrii rivela di conoscere la sua vera identità come figlio di Dracula (anche se non rivela esplicitamente questo fatto), e che ucciderà Soma se si farà avanti. Dmitrii e Celia si teletrasportano via e Alucard rivela a Soma che vi è un cancello dimensionale che conduce all'origine dell'energia oscura del castello e dove Dmitrii e Celia sono diretti: l'Abisso. Ma per ottenere l'accesso alla dimensione, Alucard è costretto ad usare i Sigilli Magici di Julius Belmont per frantumare la barriera che divide quella zona dal resto del castello. Julius è riluttante a farlo perché prosciugherà tutto il suo potere e non sarà in grado di combattere, ma Alucard gli dice che il suo potere è l'unico modo con cui la barriera può essere rotta. Alucard trova di nuovo Dmitrii e Celia, ma il primo sacrifica la donna per privare Alucard dei suoi poteri. Quando Dmitrii si prepara ad usare il Potere della Dominanza contro Soma viene improvvisamente inghiottito da energia oscura, e Alucard si rende conto che, poiché l'anima di Dmitrii è più debole di quella di Soma, non riesce a ottenere il pieno dominio delle anime dei mostri che ha preso. Nella sua rabbia, Dmitrii sbalza via Alucard con un incantesimo prima che le creature emergano dal suo corpo e convergono per formare un mostruoso essere che Soma riuscirà a sconfiggere. Verso la fine, quando tutti i personaggi sono andato ad abbracciare Soma dopo la sua vittoria, Alucard era solo, pensando che se il mondo ha bisogno di un Signore Oscuro, un giorno verrà, ma non sarà Soma.

### Castlevania: Lords of Shadow - Mirror of Fate
In questo capitolo facente parte del reboot della serie, la storia di Alucard viene rinnovata: egli prima è Trevor Belmont, figlio di Gabriel Belmont, ora divenuto Dracul il Principe delle Tenebre. Trevor fu preso dalla Confraternita della Luce prima che suo padre, posseduto dal Signore dei Negromanti Zobek, uccidesse la madre Marie. Allenato per diventare un guerriero forte quanto il padre, nel frattempo si sposò con una donna di nome Sypha Belnades, dalla quale ebbe un figlio, Simon Belmont. Quando gli fu rivelata la verità sulle sue origini, Trevor andò verso il Castlevania, intenzionato ad uccidere il padre per mettere fine alle sue sofferenze. Verrà alla fine ucciso da Dracul e prima che possa spirare rivelerà di essere suo figlio. Scioccato da questa rivelazione Dracul cerca di rianimare suo figlio con il suo sangue, inutilmente. Alla fine lo posa in una bara e incide su di essa il nome di Alucard (il contrario del suo nome: Dracula). Lentamente risorto Alucard sviluppa un profondo odio nei confronti del padre, e giura di ucciderlo per averlo reso, come lui, un vampiro. Durante il viaggio nel castello, Alucard salva suo figlio Simon Belmont, ora divenuto adulto e intenzionato a vendicare la sua famiglia. Entrambi riusciranno ad arrivare a Dracul e lo sconfiggeranno. Alucard, però, nota che la sua morte non è quella di un vampiro e capisce che un giorno sarebbe ritornato. A causa di ciò che è diventato non rivela la sua vera identità al figlio, ma gli intima di consegnare il suo frammento dello Specchio del Destino all'Anima Perduta, affinché il suo destino non venga maledetto dall'artefatto. Poco prima che il castello crolli recupera il frammento dell'Ammazzavampiri con cui suo padre, molti anni fa, uccise Carmilla.

### Castlevania: Lords of Shadow 2
Alucard ritorna al Castlevania dopo che suo padre ha appena sconfitto un immenso esercito della Confraternita della Luce proponendogli un patto: dato che ormai desiderava morire soltanto l'Ammazzavampiri poteva donargli il riposo eterno che voleva, ma Zobek e Satana, i suoi vecchi nemici, lo avrebbero sostituito e avrebbero regnato sulla Terra. Per fare in modo che uscissero allo scoperto per eliminarli, Alucard decide di addormentare Dracul con la Crissaegrim, una spada forgiata dal frammento dell'Ammazzavampiri che prese dopo la loro ultima battaglia, con la quale lo avrebbe addormentato e inibito i poteri oltre che i ricordi, in questo modo avrebbe collaborato con Zobek - il quale possedeva l'Ammazzavampiri - per eliminare Satana, ma all'ultimo si sarebbero occupati di lui per poi vedersela con il re dell'Inferno. Dracul acconsente dopo varie esitazioni e si lascia trafiggere. Passati molti secoli, Alucard estrae finalmente la Crissaegrim dal corpo del padre e si preapara ad aspettare il servitore di Zobek per ucciderlo e prenderne il posto per spiarlo. Tuttavia, il fantasma di sua madre Marie lo avverte che il sangue del castello, controllando i vecchi servitori di Dracul, sta nascondendo i poteri del Vuoto e del Caos che gli serviranno; Alucard si fa così teletrasportare nel Castlevania del passato e recupera la Spada del Vuoto e gli Artigli del Caos. Ritornato nel presente, Alucard uccide il servitore di Zobek e ne prende l'armatura, informando il signore dei Negromanti del risveglio di Dracul. Verso la fine, quando stanno per eliminare il terzo discepolo di Satana, Alucard si rivela al padre e, dopo aver sconfitto Zobek, affrontano Satana a bordo di un Leviatano. In un ultimo tentativo di distruggere Dracul, Satana possiede Alucard, ma, con un inganno, Dracul riesce a farlo uscire dal corpo del figlio e lo uccide, per poi rianimarlo con il suo sangue.

## Aspetto e personalità
Alucard è un uomo con un aspetto post-adolescente, date le sue origini, con lunghi capelli biondo chiaro. La sua prima apparizione in Dracula's Curse lo raffigurava come un vampiro dotato di un mantello. Il suo aspetto più celebre è quello di Symphony of the Night, in cui indossa una giacca di colore nero, composta da cuciture laterali tenute insieme da quattro spille quadrate che scendono verticalmente, e una cintura. Intorno al collo porta una grande cravatta bianca e sopra la giacca indossa un lungo cappotto con un motivo decorativo. In Judgment l'aspetto è basato su quello di Symphony of the Night ma più cavalleresco, i capelli sono argentei e gli occhi azzurro ghiaccio. Nella serie Lords of Shadow come Trevor è un uomo dai fluenti capelli scuri, con indosso una camicia bianca e un mantello verde legato con una cinghia la cui fibbia ricorda il volto di un demone; presenta anche guanti e gambieri in acciaio. Come Alucard i capelli diventano bianchi così come la pelle (sul volto sono presenti delle crepe) e indossa un mantello blu scuro e i guanti sono dotati di artigli; gli occhi presentano l'iride gialla con la sclera nera. Alucard, a prima vista, sembra un individuo freddo, di poche parole e dotato di una forte determinazione. Tuttavia, egli sopporta una grande sofferenza a causa della sua natura vampirica, una maledizione che lo ha costretto a vagare per il mondo e per la quale ha sofferto profondamente a causa della morte della madre Lisa da mani umane in cui lo faceva sentire freddo e cinico verso gli esseri umani. Alucard è pessimista, ha sempre un piano per tutto, non lascia nulla al caso, e farà tutto il necessario per uccidere Dracula a prescindere dal costo.

## Abilità
Essendo per metà vampiro, Alucard dispone di forza, velocità e riflessi superiori a quelli umani, inoltre è in grado di usare i comuni poteri dei vampiri quali la trasformazione in pipistrello, lupo o nebbia. È anche un eccellente spadaccino in quanto combatte con un enorme spadone senza il minimo sforzo. La vera forza di Alucard, tuttavia, risiede nella sua padronanza della magia oscura, in quanto è stato addestrato personalmente dal padre su questo, anche se il suo potere è solo la metà di quello di Dracula.

## Apparizioni in altri media
Alucard fa una piccola apparizione nella serie animata Un videogioco per Kevin - Captain N dove è raffigurato come un adolescente ribelle che ama lo skateboard e la musica, con grande dispiacere di suo padre. Appare nell'episodio della terza stagione Ritorno a Castlevania, inizialmente fingendosi alleato degli eroi prima di rivelarsi in combutta con il Conte.
Alucard appare come uno dei protagonisti nella serie animata su Netflix Castlevania del 2017 basata sul videogioco Castlevania III: Dracula's Curse del 1989, doppiato da James Callis.  Mentre è in lutto per la morte di sua madre per mano della Chiesa che la ha condannata come strega, Alucard tenta di impedire a suo padre di vendicarsi dell'umanità. Dracula ferisce mortalmente il figlio, costringendolo a trascorrere un anno a riprendersi all'interno dei livelli sotterranei di Gresit. Alla fine viene risvegliato da Trevor Belmont e Sypha Belnades e, dopo una breve battaglia, accetta di aiutarli a fermare suo padre.
Alucard fa un cameo come assistente in Super Smash Bros. Ultimate.
In Bloodstained: Ritual of the Night, il personaggio di Orlok Dracule, soprannominato "O.D.", preset Alucard. È doppiato da Ryōtarō Okiayu e Robert Belgrade, i rispettivi attori giapponesi e inglesi di Alucard dal doppiaggio originale di Symphony of the Night.

## Accoglienza
Alucard ha ricevuto elogi e critiche da diverse testate videoludiche, principalmente per il suo ruolo in Symphony of the Night. GameSpot lo ha trattato nel suo articolo All Time Greatest Game Hero.  In una recensione di Symphony of the Night, RPGFan ha celebrato il fatto che Alucard non fosse un membro del clan Belmont, i protagonisti della maggior parte dei giochi di Castlevania, e ha affermato che il fatto che fosse il figlio di Dracula aggiungesse "un elemento di profondità alla trama" a causa alle svariate reazioni che avrebbe ricevuto dagli abitanti del castello di Dracula. RPGamer ha dissentito, osservando che la trama e il ruolo di Alucard "non sono molto profondi" e risultano secondari rispetto al gameplay.  GameSpot ha definito lo sprite e l'animazione di Alucard "senza dubbio tra le immagini più impressionanti dell'intera libreria di Castlevania". James Paul Gee ha osservato che "anche se Alucard è un cacciatore di vampiri, non ha abilità distintive associate a questa professione". Nel 2012, GamesRadar lo ha classificato come il 91° miglior eroe nei videogiochi. Empire ha incluso Alucard nella sua lista dei 50 più grandi personaggi dei videogiochi, classificandolo al 34º posto.
L'apparizione di Alucard in Aria of Sorrow e Dawn of Sorrow come Genya Arikado è stata apprezzata anche dai revisori. RPGamer ha affermato che la maggiore focalizzazione sui personaggi secondari, incluso Arikado, fosse un gradito cambiamento rispetto ai precedenti giochi di Castlevania.  RPGFan ha deriso la "personalità fredda e impassibile" di Arikado definendola stereotipata, ma ha elogiato lo sviluppo del personaggio del gioco in quanto lo distingueva dai precedenti personaggi della serie. Il passaggio a uno stile anime per i disegni dei personaggi in Dawn of Sorrow è stato però notevolmente criticato, e molti revisori hanno dichiarato di preferire i disegni realizzati da Ayami Kojima. GameSpy ha criticato le "immagini anime superficiali e senza vita" e IGN le ha definite "ridotte al livello della qualità di "generico anime del sabato mattina".
La sua caratterizzazione nella serie Castlevania di Netflix ha ottenuto risposte contrastanti poiché lui e i suoi alleati sono stati oscurati dai subalterni di Dracula che sono stati visti come membri del cast più completi di Alucard.  GameSpot ha convenuto che le apparizioni del trio nei primi episodi sono state deludenti poiché il cast trascorre il tempo interagendo in una biblioteca, aggiungendo che la loro relazione diventa rapidamente poco interessante. D'altra parte, Blasting News ha ritenuto che la seconda stagione di Castlevania offrisse più tempo sullo schermo per sviluppare il legame tra Alucard e i suoi amici in contrasto con il suo breve ruolo nella prima stagione. Destructoid ha apprezzato il modo in cui Alucard e Trevor mettono da parte le loro differenze per sconfiggere Dracula, pur continuando a insultarsi a vicenda durante la storia. IGN ha ritenuto che il rapporto tra Alucard e suo padre fosse uno degli aspetti migliori della seconda stagione grazie alle buone prestazioni dei loro doppiatori.